# Abierto Mexicano de Tenis 2006
L'Abierto Mexicano de Tenis 2006, conosciuto anche con il nome di Abierto Mexicano Telcel 2005 per motivi di sponsorizzazione, è stato un torneo di tennis giocato sulla terra rossa. È stata la 13ª edizione del torneo maschile facente parte della categoria International Series Gold nell'ambito dell'ATP Tour 2006, e la 6ª del torneo femminile facente della categoria Tier III nell'ambito del WTA Tour 2006. Sia il torneo maschile che quello femminile si sono giocati al Fairmont Acapulco Princess di Acapulco in Messico, dal 27 febbraio al 6 marzo 2006.

## Campioni

### Singolare maschile
Luis Horna contro  Juan Ignacio Chela, 7–6(5), 6-4

### Singolare femminile
Anna-Lena Grönefeld contro  Flavia Pennetta, 6-1, 4-6, 6-2

### Doppio maschile
František Čermák /  Leoš Friedl contro  Potito Starace /  Filippo Volandri, 7-5, 6-2

### Doppio femminile
Anna-Lena Grönefeld /  Meghann Shaughnessy contro  Shinobu Asagoe /  Émilie Loit, 6-1, 6-3